# Loraine (Texas)

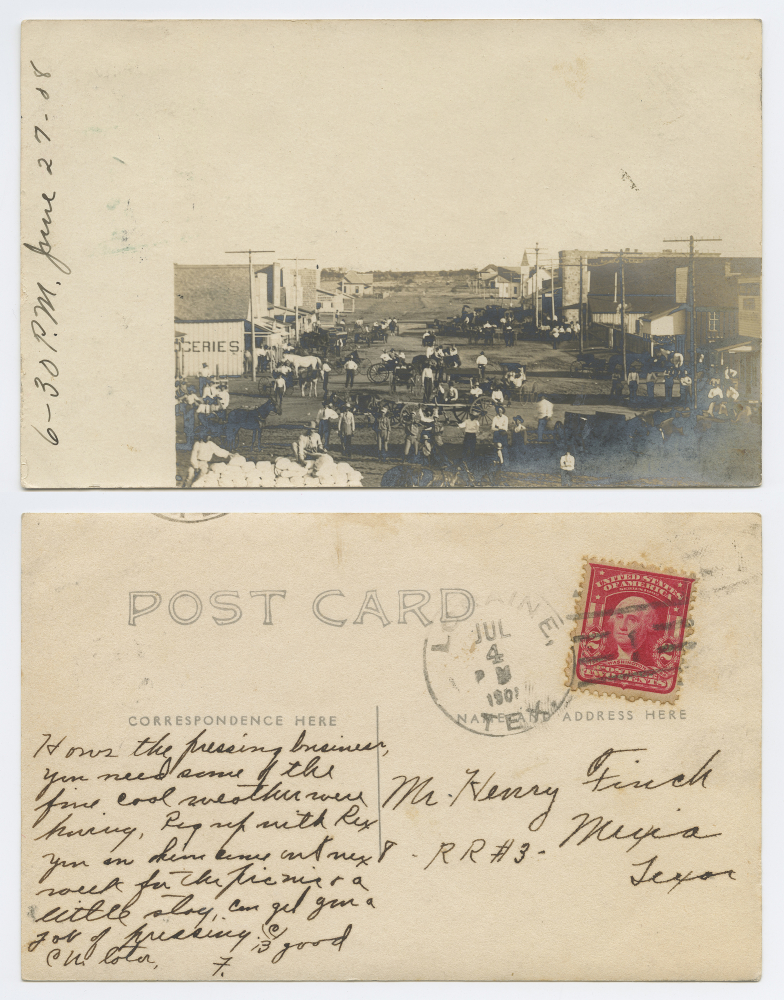
Carte postale de 1908

La ville de Loraine est située dans le comté de Mitchell, dans l’État du Texas, aux États-Unis. Sa population s’élevait à 602 habitants lors du recensement de 2010, estimée à 587 habitants en 2016.

## Personnalités
- Dixie Jewel Ross (1929-1963), une des Ross Sisters, est née à Loraine.

## Source
- (en) Cet article est partiellement ou en totalité issu de l’article de Wikipédia en anglais intitulé « Colorado City, Texas » (voir la liste des auteurs).